# Riu Mamer
El Mamer (en alemany i luxemburguès), Sûre (en francès) o Seure (en való) és un riu de Luxemburg i afluent de la riba esquerra de l'Alzette, per tant un subafluent del Rin, del Sauer i del Mosel·la.
El riu Mamer neix aigua amunt a Hivange i flueix per Mersch a l'Alzette. Pren el seu origen al cantó de Capellen i convergeix en el cantó de Mersch. Passa a través de les ciutats de Mamer, Garnich, Kopstal, Schoenfels i Mersch.